# لبرارشة (هوارة)
لبرارشة هو دُوَّار يقع بجماعة أهل أنكاد، عمالة وجدة أنكاد، جهة الشرق في المملكة المغربية. ينتمي الدوّار لمشيخة هوارة التي تضم 8 دواوير. يقدر عدد سكانه بـ 391 نسمة حسب الإحصاء الرسمي للسكان والسكنى لسنة 2004.

## روابط خارجية
- البوابة الوطنية للجماعات الترابية نسخة محفوظة 12 مارس 2018 على موقع واي باك مشين.
- المندوبية السامية للتخطيط